# Monte Pulitzer
Il Monte Pulitzer (in lingua inglese: Mount Pulitzer) è una prominente montagna antartica, alta 2.155 m, situata 13 km a nordest del Monte Griffith, su una piattaforma elevata tra il Ghiacciaio Koerwitz e il Ghiacciaio Vaughan, nei Monti della Regina Maud, in Antartide.   
Fu scoperto nel dicembre 1934 dal gruppo geologico guidato da Quin Blackburn, che faceva parte della seconda spedizione antartica (1933-35) dell'esploratore polare statunitense Byrd.
La denominazione fu assegnata in onore del giornalista Joseph Pulitzer, editore del St. Louis Post-Dispatch, che era stato uno dei finanziatori sia della prima (1928-30) che della seconda (1933-35) spedizione antartica di Byrd.